# القرن 35 ق م

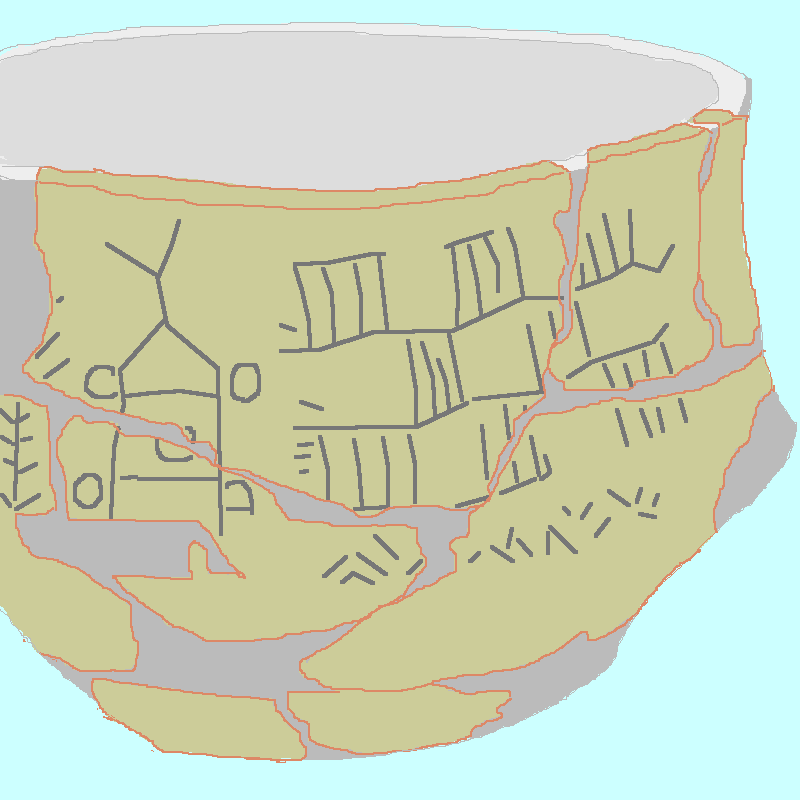
رسم لوعاء برونزي بنقوشه ، يُظهر إحدى العربات اليسرى من سيارتين تحت شيء يشبه الجسر.

القرن الخامس والثلاثون قبل الميلاد أو القرن 35 ق. م هو القرن الواقع ما بين المدة الزمنية حسب السنة الأرضية لسنتي  3500 ق.م إلى 3401 ق.م.
في الشرق الأدنى القرن ال35 قبل الميلاد بدأ يعرف الانتقال التدريجي من العصر النحاسي إلى العصر البرونزي المبكر.
الكتابة البدائية Proto-writing، بدأت في الدخول إلى مرحلة انتقالية والتطور نحو الكتابة السليمة.
أصبحت المركبات ذات العجلات تظهر خارج بلاد ما بين النهرين، بعد أن انتشرت شمال القوقاز ثم اتجهت نحو أوروبا.